# 12996 Claudedomingue
12996 Claudedomingue è un asteroide della fascia principale. Scoperto nel 1981, presenta un'orbita caratterizzata da un semiasse maggiore pari a 2,982862 UA e da un'eccentricità di 0,098163, inclinata di 10,182865° rispetto all'eclittica. Ha un diametro di 5.553 km.